# Christuskirche (London)

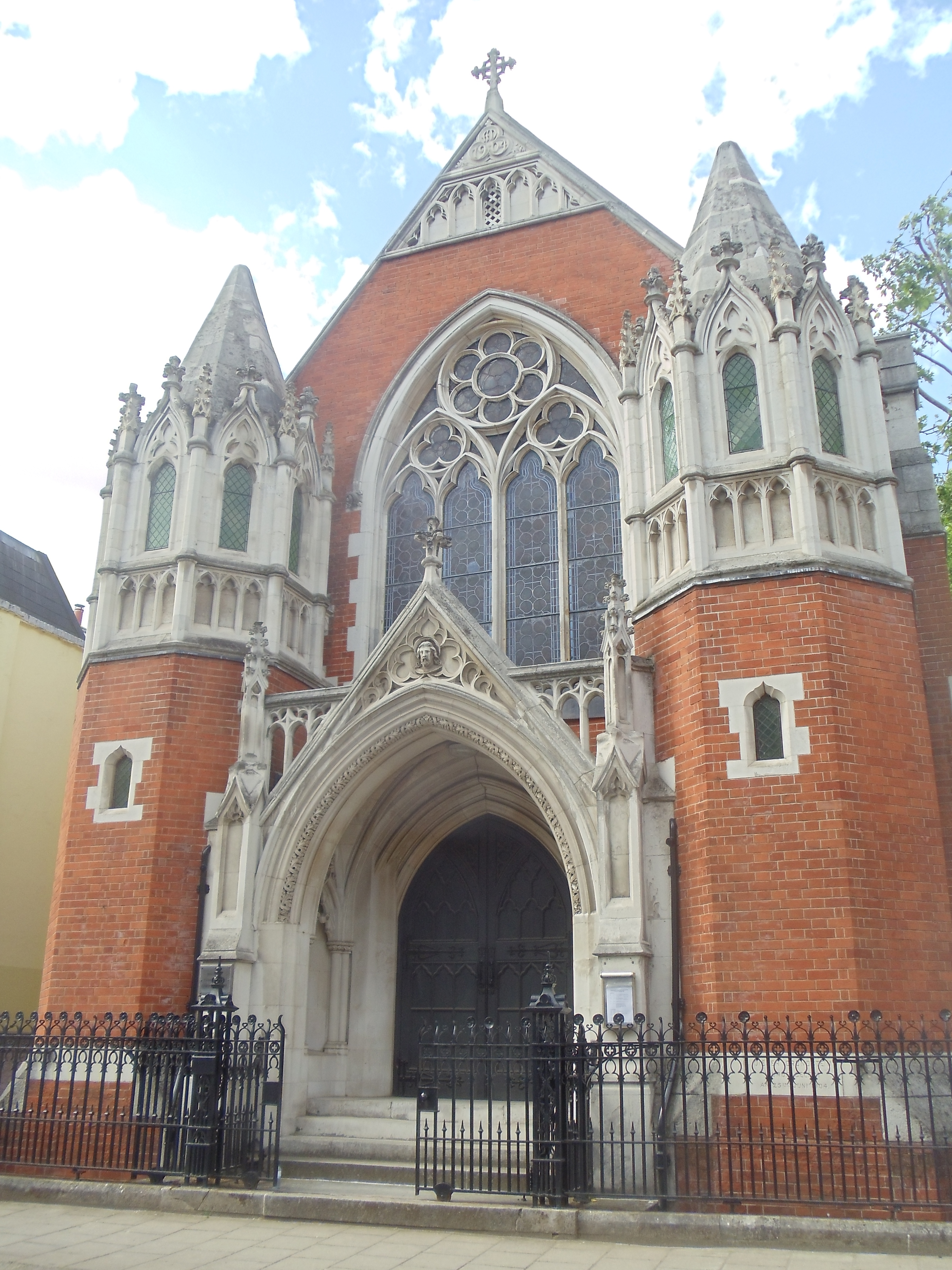
Deutsche Evangelische Christuskirche, Knightsbridge, London

Die Christuskirche ist die Kirche einer der deutschsprachigen evangelisch-lutherischen Kirchengemeinden in London. Die Gemeinde gehört der Synod of German-Speaking Lutheran, Reformed and United Congregations in Great-Britain an.

## Geschichte
Eine erste deutsch-lutherische Gemeinde, die sogenannte Hamburger Kirche in der Londoner City, war nach dem großen Brand von London mit Privileg des Königs Charles II. – noch vor dem von William III. 1689 erlassenen Toleration Act – im Jahre 1669 gegründet worden, ihre Trinitatiskirche in Trinity Lane konnte 1673 eingeweiht werden. 1694 erfolgte die Abspaltung der zunächst in der Savoy Chapel gegründeten Mariengemeinde, die 1766 ihren Neubau durch William Chambers erhielt.
Die spätere Christuskirche hingegen geht auf die deutsche Hofkapelle im St. James’s Palace in Westminster, gegründet 1700 von Prinz Georg von Dänemark, dem lutherischen Gemahl von Queen Anne, zurück. Ursprünglich auf die Angehörigen des Hofstaats beschränkt, kamen später wohlhabendere Kaufmannsfamilien wie auch die Diplomaten der preußischen Gesandtschaft zur Gemeinde hinzu. Als die Kapelle im Jahre 1901 geschlossen wurde, entstand als Ersatz mit finanzieller Unterstützung des Bankiers Baron John Henry Schröder 1904 die heutige am Montpelier Place im Londoner Stadtteil Knightsbridge in Kensington and Chelsea gelegene Christuskirche. An der Einweihung der Kirche am 27. November 1904 nahmen Graf Johann Heinrich von Bernstorff, Prinz Christian von Schleswig-Holstein und seine Gattin Marie Louise sowie Ludwig von Battenberg und dessen Gattin Viktoria von Hessen-Darmstadt teil. Das Abendmahl-Kreuz und die Altarleuchter stiftete Kaiser Wilhelm II.
Als Tochtergemeinde der Christuskirche wurde 1911 die Markuskirche in Tulham gegründet, die aber bei Ausbruch des Ersten Weltkriegs 1914 geschlossen wurde.
In der Zeit des Dritten Reichs war die Gemeinde Teil der Bekennenden Kirche.

## Architektur
Architekten der Londoner Christuskirche waren der aus Philadelphia gebürtige Edward Böhmer (1861–1940), der seine architektonische Ausbildung an den Technischen Hochschulen von Stuttgart, Hamburg und Berlin-Charlottenburg erhalten hatte, und der aus Ludwigsburg stammende Carl Gottlob Friedrich Rees (1855–1931). Nach ihren Plänen entstand eine in Backstein mit Werksteinelementen ausgeführte neugotische Saalkirche. Die von zwei oktogonalen Treppentürmen flankierte Fassade zeigt über einem Wimpergportal ein vierbahniges gotisches Maßwerkfenster. Der Kirchenraum ist mit einem offenen Dachstuhl in Form einer englischen Hammerbeam-Konstruktion geschlossen, das polygonal endende Altarhaus ist kreuzrippengewölbt.
Die Farbverglasung der Geburt Christi, der Kreuzigung Jesu sowie der Auferstehung Jesu Christi im Altarraum der Kirche schufen Franz Xaver Zettler von der Königlich Bayerischen Hofglasmalerei, Ostermann & Hartwein in München. Im Kirchenschiff stammt das Fenster der Kindersegnung Jesu gleichfalls von Zettler, die gegenüberliegende Darstellung des Barmherzigen Samariters von der Glasmalerei Schneiders und Schmolz aus Köln-Lindenthal.